# 小佩列維茲
49°59′25″N 34°2′40″E / 49.99028°N 34.04444°E
小佩列維茲（烏克蘭語：Малий Перевіз），是烏克蘭中部的村莊，隸屬波爾塔瓦州的米爾霍羅德區。該村處於普肖爾河畔，海拔高度104米，2001年該村落人口93。